# Україна на літніх Паралімпійських іграх 2020
Україна взяла участь у літніх Паралімпійських іграх 2020 у Токіо (Японія), які проходили з 25 серпня по 6 вересня 2021 року. Країну в Токіо представляли 143 спортсмени, що змагалися у 15 з 22 видів спорту. Українські спортсмени здобули 98 нагород (24 золотих, 47 срібних та 27 бронзових медалей) та посіли 6-е загальнокомандне місце та 5-е за кількістю медалей. Для збірної України — це друга найрезультативніша Паралімпіада за кількістю медалей, але вперше з 2004 року українська збірна випала з топ-4 медального заліку. Останній раз саме на шостому місці українці фінішували в Афінах в 2004 році.
Найтитулованішим спортсменом Паралімпіади-2020 став український плавець у класі S10 Максим Крипак. Він здобув сім медалей, зокрема п'ять золотих нагород.

## Медалісти
| Медаль | Спортсмен                                                     | Вид спорту            | Дисципліна                                         | Дата      |
| ------ | ------------------------------------------------------------- | --------------------- | -------------------------------------------------- | --------- |
| Золото | Єлизавета Мерешко                                             | плавання              | 50 метрів вільним стилем S6                        | 25 серпня |
| Золото | Мар'яна Шевчук                                                | пауерліфтинг          | жінки до 55 кг                                     | 27 серпня |
| Золото | Анна Стеценко                                                 | плавання              | 400 метрів вільним стилем S13                      | 27 серпня |
| Золото | Євгеній Богодайко                                             | плавання              | 100 метрів брасом SB6                              | 28 серпня |
| Золото | Максим Крипак                                                 | плавання              | 100 метрів вільним стилем S10                      | 28 серпня |
| Золото | Михайло Сербін                                                | плавання              | 100 метрів на спині S11                            | 28 серпня |
| Золото | Денис Дубров                                                  | плавання              | 200 метрів комплексне плавання SM8                 | 28 серпня |
| Золото | Єлизавета Мерешко                                             | плавання              | 100 метрів брасом SB5                              | 28 серпня |
| Золото | Оксана Зубковська                                             | легка атлетика        | стрибки у довижину — T12                           | 29 серпня |
| Золото | Роман Полянський                                              | академічне веслування | чоловіки одиночка PR1                              | 29 серпня |
| Золото | Марина Литовченко                                             | настільний теніс      | одиночний розряд C6                                | 30 серпня |
| Золото | Андрій Трусов                                                 | плавання              | 100 метрів на спині S7                             | 30 серпня |
| Золото | Андрій Трусов                                                 | плавання              | 50 метрів вільним стилем S7                        | 31 серпня |
| Золото | Максим Крипак                                                 | плавання              | 100 метрів батерфляєм S10                          | 31 серпня |
| Золото | Максим Коваль                                                 | легка атлетика        | чоловіки штовхання ядра — F20                      | 31 серпня |
| Золото | Максим Крипак                                                 | плавання              | 400 метрів вільним стилем S10                      | 1 вересня |
| Золото | Анастасія Москаленко                                          | легка атлетика        | жінки штовхання ядра — F32                         | 1 вересня |
| Золото | Марія Помазан                                                 | легка атлетика        | жінки штовхання ядра — F35                         | 2 вересня |
| Золото | Владислав Загребельний                                        | легка атлетика        | чоловіки стрибки у довжину — T37                   | 2 вересня |
| Золото | Максим Крипак                                                 | плавання              | 100 метрів на спині S10                            | 2 вересня |
| Золото | Сергій Ємельянов                                              | параканое             | чоловіки одиночка 200 метрів KL3                   | 3 вересня |
| Золото | Максим Крипак                                                 | плавання              | 200 метрів комплексне плавання SM10                | 3 вересня |
| Золото | Денис Остапченко                                              | плавання              | 200 метрів вільним стилем S3                       | 3 вересня |
| Золото | Зоя Овсій                                                     | легка атлетика        | жінки метання булави — F51                         | 3 вересня |
| Срібло | Артем Манько                                                  | фехтування на візках  | одиночна шабля                                     | 25 серпня |
| Срібло | Антон Коль                                                    | плавання              | 100 метрів на спині S1                             | 25 серпня |
| Срібло | Олена Федота                                                  | фехтування на візках  | одиночна шабля                                     | 25 серпня |
| Срібло | Максим Крипак                                                 | плавання              | 50 метрів вільним стилем S10                       | 25 серпня |
| Срібло | Олексій Вірченко                                              | плавання              | 100 метрів батерфляєм S13                          | 25 серпня |
| Срібло | Єлизавета Мерешко                                             | плавання              | 200 метрів комплексне плавання SM6                 | 26 серпня |
| Срібло | Владислав Білий                                               | легка атлетика        | чоловіки метання спису — F38                       | 27 серпня |
| Срібло | Сергій Кліпперт                                               | плавання              | 100 метрів на спині S12                            | 27 серпня |
| Срібло | Катерина Денисенко                                            | плавання              | 100 метрів на спині S8                             | 27 серпня |
| Срібло | Андрій Трусов                                                 | плавання              | 200 метрів комплексне плавання SM7                 | 27 серпня |
| Срібло | Кирило Гаращенко                                              | плавання              | 400 метрів вільним стилем S13                      | 27 серпня |
| Срібло | Наталія Мандрик Євгенія Бреус Олена Федота Наталія Морквич    | фехтування на візках  | командна шпага                                     | 27 серпня |
| Срібло | Анастасія Москаленко                                          | легка атлетика        | жінки метання булави — F32                         | 27 серпня |
| Срібло | Роман Данилюк                                                 | легка атлетика        | чоловіки штовхання ядра — F12                      | 28 серпня |
| Срібло | Віктор Смирнов                                                | плавання              | 100 метрів на спині S11                            | 28 серпня |
| Срібло | Ірина Гусєва                                                  | дзюдо                 | жінки до 63 кг                                     | 28 серпня |
| Срібло | Наталія Морквич                                               | фехтування на візках  | одиночна рапіра                                    | 28 серпня |
| Срібло | Андрій Трусов                                                 | плавання              | 400 метрів вільним стилем S7                       | 29 серпня |
| Срібло | Наталія Олійник                                               | пауерліфтинг          | жінки до 79 кг                                     | 29 серпня |
| Срібло | Денис Остапченко                                              | плавання              | 50 метрів на спині S3                              | 29 серпня |
| Срібло | Ілля Яременко                                                 | плавання              | 50 метрів вільним стилем S13                       | 29 серпня |
| Срібло | Анастасія Мисник                                              | легка атлетика        | жінки штовхання ядра — F20                         | 29 серпня |
| Срібло | Віктор Дідух                                                  | настільний теніс      | одиночний розряд C8                                | 30 серпня |
| Срібло | Андрій Дорошенко                                              | стрільба              | пневматична гвинтівка R1 10 метрів стоячи          | 30 серпня |
| Срібло | Михайло Сербін                                                | плавання              | 200 метрів комплексне плавання SM11                | 30 серпня |
| Срібло | Ігор Цвєтов                                                   | легка атлетика        | чоловіки 100 метрів — T35                          | 30 серпня |
| Срібло | Яна Лебєдєва                                                  | легка атлетика        | жінки метання диску — F53                          | 30 серпня |
| Срібло | Оксана Ботурчук                                               | легка атлетика        | жінки 400 метрів — T12                             | 31 серпня |
| Срібло | Єгор Дементьєв                                                | велоспорт             | чоловіки шосейна гонка з роздільним стартом        | 31 серпня |
| Срібло | Максим Веракса                                                | плавання              | 100 метрів вільним стилем S12                      | 31 серпня |
| Срібло | Юлія Шуляр                                                    | легка атлетика        | жінки 400 метрів — T20                             | 31 серпня |
| Срібло | Наталія Кобзар                                                | легка атлетика        | жінки 400 метрів — T37                             | 31 серпня |
| Срібло | Олександр Яровий                                              | легка атлетика        | чоловіки штовхання ядра — F20                      | 31 серпня |
| Срібло | Василь Ковальчук                                              | стрільба              | змішана 10 метрів пневматична гвинтівка лежачи SH2 | 1 вересня |
| Срібло | Олексій Федина                                                | плавання              | 100 метрів брасом SB12                             | 1 вересня |
| Срібло | Єлизавета Мерешко                                             | плавання              | 400 метрів вільним стилем S6                       | 2 вересня |
| Срібло | Віктор Дідух Максим Ніколенко                                 | настільний теніс      | командний розряд C8                                | 2 вересня |
| Срібло | Антон Коль                                                    | плавання              | 50 метрів на спині S1                              | 2 вересня |
| Срібло | Оксана Ботурчук                                               | легка атлетика        | жінки 100 метрів — T12                             | 2 вересня |
| Срібло | Єгор Дементьєв                                                | велоспорт             | чоловіки шосейна гонка                             | 3 вересня |
| Срібло | Людмила Даниліна                                              | легка атлетика        | жінки 1500 метрів — T20                            | 3 вересня |
| Срібло | Микола Жабняк                                                 | легка атлетика        | метання диска — F37                                | 3 вересня |
| Срібло | Микола Синюк                                                  | параканое             | чоловіки одиночка 200 метрів KL2                   | 3 вересня |
| Срібло | Адрій Трусов                                                  | плавання              | 50 метрів батерфляєм S7                            | 3 вересня |
| Срібло | Ігор Цвєтов                                                   | легка атлетика        | 200 метрів — T35                                   | 4 вересня |
| Срібло | Марина Мажула                                                 | параканое             | жінки одиночка 200 метрів KL1                      | 4 вересня |
| Срібло | Оксана Ботурчук                                               | легка атлетика        | 200 метрів — T12                                   | 4 вересня |
| Бронза | Євгенія Бреус                                                 | фехтування на візках  | одиночна шабля                                     | 25 серпня |
| Бронза | Анна Гонтар                                                   | плавання              | 50 метрів вільним стилем S6                        | 25 серпня |
| Бронза | Юлія Павленко                                                 | легка атлетика        | жінки стрибки у довжину — T11                      | 27 серпня |
| Бронза | Юлія Іваницька                                                | дзюдо                 | жінки до 48 кг                                     | 27 серпня |
| Бронза | Наталія Ніколайчик                                            | дзюдо                 | жінки до 52 кг                                     | 27 серпня |
| Бронза | Єгор Дементьєв                                                | велоспорт             | чоловіки C5 4000 метрів гонка переслідування       | 27 серпня |
| Бронза | Іван Май                                                      | настільний теніс      | одиночний розряд C9                                | 28 серпня |
| Бронза | Максим Ніколенко                                              | настільний теніс      | одиночний розряд C8                                | 28 серпня |
| Бронза | Руфат Магомедов                                               | дзюдо                 | чоловіки до 73 кг                                  | 28 серпня |
| Бронза | Олександр Назаренко                                           | дзюдо                 | чоловіки до 90 кг                                  | 29 серпня |
| Бронза | Максим Веракса                                                | плавання              | 50 метрів вільним стилем S13                       | 29 серпня |
| Бронза | Ірина Щетнік                                                  | стрільба              | пневматична гвинтівка R2 10 метрів стоячи          | 30 серпня |
| Бронза | Юрій Божинський Денис Дубров Андрій Трусов Максим Крипак      | плавання              | чоловіки командна естафета 4Х100 вільним стилем    | 30 серпня |
| Бронза | Роман Павлик                                                  | легка атлетика        | чоловіки стрибки у довжину — T36                   | 30 серпня |
| Бронза | Зоя Овсій                                                     | легка атлетика        | жінки метання диску — F53                          | 30 серпня |
| Бронза | Василь Крайник                                                | плавання              | 200 метрів комплексне плавання SM14                | 31 серпня |
| Бронза | Євгеній Богодайко                                             | плавання              | 50 метрів вільним стилем S7                        | 31 серпня |
| Бронза | Єлизавета Мерешко                                             | плавання              | 100 метрів вільним стилем S7                       | 31 серпня |
| Бронза | Марина Піддубна Максим Веракса Анна Стеценко Кирило Гаращенко | плавання              | змішана командна естафета 4Х100 вільним стилем     | 31 серпня |
| Бронза | Ірина Щетнік                                                  | стрільба              | змішана 10 метрів пневматична гвинтівка лежачи SH1 | 1 вересня |
| Бронза | Іван Май Лев Кац                                              | настільний теніс      | командний розряд C9-10                             | 1 вересня |
| Бронза | Яна Бережна                                                   | плавання              | 100 метрів брасом SB11                             | 1 вересня |
| Бронза | Ярина Матло                                                   | плавання              | 100 метрів брасом SB12                             | 1 вересня |
| Бронза | Олексій Денисюк                                               | стрільба              | змішана 25 метрів пістолет SH1                     | 2 вересня |
| Бронза | Денис Остапченко                                              | плавання              | 50 метрів вільним стилем S3                        | 2 вересня |
| Бронза | Денис Дубров                                                  | плавання              | 100 метрів батерфляєм S8                           | 3 вересня |
| Бронза | Василь Ковальчук                                              | стрільба              | змішана 50 метрів пневматична гвинтівка лежачи SH2 | 4 вересня |

| Медалі за видами спорту | Медалі за видами спорту | Медалі за видами спорту | Медалі за видами спорту | Медалі за видами спорту |
| ----------------------- | ----------------------- | ----------------------- | ----------------------- | ----------------------- |
| Спорт                   | 1                       | 2                       | 3                       | Всього                  |
| Плавання                | 14                      | 18                      | 11                      | 43                      |
| Атлетика                | 6                       | 15                      | 3                       | 24                      |
| Теніс                   | 1                       | 2                       | 3                       | 6                       |
| Параканое               | 1                       | 2                       | 0                       | 3                       |
| Пауерліфтинг            | 1                       | 1                       | 0                       | 2                       |
| Веслування              | 1                       | 0                       | 0                       | 1                       |
| Фехтування              | 0                       | 4                       | 1                       | 5                       |
| Стрільба                | 0                       | 2                       | 4                       | 6                       |
| Велоспорт               | 0                       | 2                       | 1                       | 3                       |
| Дзюдо                   | 0                       | 1                       | 4                       | 5                       |
| Всього                  | 24                      | 47                      | 27                      | 98                      |

| Медалі по днях | Медалі по днях | Медалі по днях | Медалі по днях | Медалі по днях | Медалі по днях | Медалі по днях |
| -------------- | -------------- | -------------- | -------------- | -------------- | -------------- | -------------- |
| День           | Дата           |                |                |                | Всього         |                |
| 0              | 24 серпня      | -              | -              | -              | -              |                |
| 1              | 25 серпня      | 1              | 5              | 2              | 8              |                |
| 2              | 26 серпня      | 0              | 1              | 0              | 1              |                |
| 3              | 27 серпня      | 2              | 7              | 4              | 13             |                |
| 4              | 28 серпня      | 5              | 4              | 3              | 12             |                |
| 5              | 29 серпня      | 2              | 5              | 2              | 9              |                |
| 6              | 30 серпня      | 2              | 5              | 4              | 11             |                |
| 7              | 31 серпня      | 3              | 6              | 4              | 13             |                |
| 8              | 1 вересня      | 2              | 2              | 4              | 8              |                |
| 9              | 2 вересня      | 3              | 4              | 2              | 9              |                |
| 10             | 3 вересня      | 4              | 5              | 1              | 10             |                |
| 11             | 4 вересня      | 0              | 3              | 1              | 4              |                |
| 12             | 5 вересня      | 0              | 0              | 0              | 0              |                |
| 13             | 6 вересня      | -              | -              | -              | -              |                |

### Мультимедалісти
| Медаль               | Спортсмен | Вид спорту           | Дисципліна                                         | Дата      |
| -------------------- | --------- | -------------------- | -------------------------------------------------- | --------- |
| Максим Крипак        | Золото    | плавання             | 100 метрів вільним стилем S10                      | 28 серпня |
| Максим Крипак        | Золото    | плавання             | 100 метрів батерфляєм S10                          | 31 серпня |
| Максим Крипак        | Золото    | плавання             | 400 метрів вільним стилем S10                      | 1 вересня |
| Максим Крипак        | Золото    | плавання             | 100 метрів на спині S10                            | 2 вересня |
| Максим Крипак        | Золото    | плавання             | 200 метрів комплексне плавання SM10                | 3 вересня |
| Максим Крипак        | Срібло    | плавання             | 50 метрів вільним стилем S10                       | 25 серпня |
| Максим Крипак        | Бронза    | плавання             | чоловіки командна естафета 4Х100 вільним стилем    | 30 серпня |
| Андрій Трусов        | Золото    | плавання             | 100 метрів на спині S7                             | 30 серпня |
| Андрій Трусов        | Золото    | плавання             | 50 метрів вільним стилем S7                        | 31 серпня |
| Андрій Трусов        | Срібло    | плавання             | 200 метрів комплексне плавання SM7                 | 27 серпня |
| Андрій Трусов        | Срібло    | плавання             | 400 метрів вільним стилем S7                       | 29 серпня |
| Андрій Трусов        | Срібло    | плавання             | 50 метрів батерфляєм S7                            | 3 вересня |
| Андрій Трусов        | Бронза    | плавання             | чоловіки командна естафета 4Х100 вільним стилем    | 30 серпня |
| Єлизавета Мерешко    | Золото    | плавання             | 50 метрів вільним стилем S6                        | 25 серпня |
| Єлизавета Мерешко    | Золото    | плавання             | 100 метрів брасом SB5                              | 28 серпня |
| Єлизавета Мерешко    | Срібло    | плавання             | 200 метрів комплексне плавання SM6                 | 26 серпня |
| Єлизавета Мерешко    | Срібло    | плавання             | 400 метрів вільним стилем S6                       | 2 вересня |
| Єлизавета Мерешко    | Бронза    | плавання             | 100 метрів вільним стилем S7                       | 31 серпня |
| Денис Остапченко     | Золото    | плавання             | 200 метрів вільним стилем S3                       | 3 вересня |
| Денис Остапченко     | Срібло    | плавання             | 50 метрів на спині S3                              | 29 серпня |
| Денис Остапченко     | Бронза    | плавання             | 50 метрів вільним стилем S3                        | 2 вересня |
| Денис Дубров         | Золото    | плавання             | 200 метрів комплексне плавання SM8                 | 28 серпня |
| Денис Дубров         | Бронза    | плавання             | чоловіки командна естафета 4Х100 вільним стилем    | 30 серпня |
| Денис Дубров         | Бронза    | плавання             | 100 метрів батерфляєм S8                           | 3 вересня |
| Михайло Сербін       | Золото    | плавання             | 100 метрів на спині S11                            | 28 серпня |
| Михайло Сербін       | Срібло    | плавання             | 200 метрів комплексне плавання SM11                | 30 серпня |
| Анастасія Москаленко | Золото    | легка атлетика       | жінки штовхання ядра — F32                         | 1 вересня |
| Анастасія Москаленко | Срібло    | легка атлетика       | жінки метання булави — F32                         | 27 серпня |
| Анна Стеценко        | Золото    | плавання             | 400 метрів вільним стилем S13                      | 27 серпня |
| Анна Стеценко        | Бронза    | плавання             | змішана командна естафета 4Х100 вільним стилем     | 31 серпня |
| Євгеній Богодайко    | Золото    | плавання             | 100 метрів брасом SB6                              | 28 серпня |
| Євгеній Богодайко    | Бронза    | плавання             | 50 метрів вільним стилем S7                        | 31 серпня |
| Зоя Овсій            | Золото    | легка атлетика       | жінки метання булави — F51                         | 3 вересня |
| Зоя Овсій            | Бронза    | легка атлетика       | жінки метання диску — F53                          | 30 серпня |
| Оксана Ботурчук      | Срібло    | легка атлетика       | жінки 400 метрів — T12                             | 31 серпня |
| Оксана Ботурчук      | Срібло    | легка атлетика       | жінки 100 метрів — T12                             | 2 вересня |
| Оксана Ботурчук      | Срібло    | легка атлетика       | 200 метрів — T12                                   | 4 вересня |
| Єгор Дементьєв       | Срібло    | велоспорт            | чоловіки шосейна гонка з роздільним стартом        | 31 серпня |
| Єгор Дементьєв       | Срібло    | велоспорт            | чоловіки шосейна гонка                             | 3 вересня |
| Єгор Дементьєв       | Бронза    | велоспорт            | чоловіки C5 4000 метрів гонка переслідування       | 27 серпня |
| Олена Федота         | Срібло    | фехтування на візках | одиночна шабля                                     | 25 серпня |
| Олена Федота         | Срібло    | фехтування на візках | командна шпага                                     | 27 серпня |
| Антон Коль           | Срібло    | плавання             | 100 метрів на спині S1                             | 25 серпня |
| Антон Коль           | Срібло    | плавання             | 50 метрів на спині S1                              | 2 вересня |
| Максим Веракса       | Срібло    | плавання             | 100 метрів вільним стилем S12                      | 31 серпня |
| Максим Веракса       | Бронза    | плавання             | 50 метрів вільним стилем S13                       | 29 серпня |
| Максим Веракса       | Бронза    | плавання             | змішана командна естафета 4Х100 вільним стилем     | 31 серпня |
| Наталія Морквич      | Срібло    | фехтування на візках | командна шпага                                     | 27 серпня |
| Наталія Морквич      | Срібло    | фехтування на візках | одиночна рапіра                                    | 28 серпня |
| Віктор Дідух         | Срібло    | настільний теніс     | одиночний розряд C8                                | 30 серпня |
| Віктор Дідух         | Срібло    | настільний теніс     | командний розряд C8                                | 2 вересня |
| Ігор Цвєтов          | Срібло    | легка атлетика       | чоловіки 100 метрів — T35                          | 30 серпня |
| Ігор Цвєтов          | Срібло    | легка атлетика       | 200 метрів — T35                                   | 4 вересня |
| Євгенія Бреус        | Срібло    | фехтування на візках | командна шпага                                     | 27 серпня |
| Євгенія Бреус        | Бронза    | фехтування на візках | одиночна шабля                                     | 25 серпня |
| Кирило Гаращенко     | Срібло    | плавання             | 400 метрів вільним стилем S13                      | 27 серпня |
| Кирило Гаращенко     | Бронза    | плавання             | змішана командна естафета 4Х100 вільним стилем     | 31 серпня |
| Василь Ковальчук     | Срібло    | стрільба             | змішана 10 метрів пневматична гвинтівка лежачи SH2 | 1 вересня |
| Василь Ковальчук     | Бронза    | стрільба             | змішана 50 метрів пневматична гвинтівка лежачи SH2 | 4 вересня |
| Максим Ніколенко     | Срібло    | настільний теніс     | командний розряд C8                                | 2 вересня |
| Максим Ніколенко     | Бронза    | настільний теніс     | одиночний розряд C8                                | 28 серпня |
| Іван Май             | Бронза    | настільний теніс     | одиночний розряд C9                                | 28 серпня |
| Іван Май             | Бронза    | настільний теніс     | командний розряд C9-10                             | 1 вересня |
| Ірина Щетнік         | Бронза    | стрільба             | пневматична гвинтівка R2 10 метрів стоячи          | 30 серпня |
| Ірина Щетнік         | Бронза    | стрільба             | змішана 10 метрів пневматична гвинтівка лежачи SH1 | 1 вересня |

## Легка атлетика
За підсумком Чемпіонату світу 2019 Україна виборола 25 ліцензій для участі у Паралімпійських іграх у Токіо.
| Спортсмен                           | Дисципліна                       | Кваліфікація | Кваліфікація | Фінал            | Фінал            |
| Спортсмен                           | Дисципліна                       | Результат    | Місце        | Результат        | Місце            |
| ----------------------------------- | -------------------------------- | ------------ | ------------ | ---------------- | ---------------- |
| Цвєтов Ігор                         | чоловіки 100 м — T35             | Н/Д          | Н/Д          | 11,47            | 2                |
| Цвєтов Ігор                         | чоловіки 200 м — T35             | Н/Д          | Н/Д          | 23,25            | 2                |
| Загребельний Владислав              | чоловіки 100 м — T37             | 11,77 SB     | 9            | Завершив виступ  | Завершив виступ  |
| Волуйкевич Павло                    | чоловіки 1500 м — T20            | Н/Д          | Н/Д          | 4:05,75          | 13               |
| Окапінський Ярослав                 | чоловіки 400 м — T37             | Н/Д          | Н/Д          | 52,49PB          | 6                |
| Окапінський Ярослав                 | чоловіки 200 м — T37             | 24,15SB      | 10           | Завершив виступ  | Завершив виступ  |
| Данилюк Роман                       | чоловіки штовхання ядра — F12    | Н/Д          | Н/Д          | 16,53SB          | 2                |
| Дорошенко Олександр                 | чоловіки метання спису — F38     | Н/Д          | Н/Д          | 54,07            | 5                |
| Білий Владислав                     | чоловіки метання спису — F38     | Н/Д          | Н/Д          | 55,34            | 2                |
| Коваль Максим                       | чоловіки штовхання ядра — F20    | Н/Д          | Н/Д          | 17,34AR          | 1                |
| Яровий Олександр                    | чоловіки штовхання ядра — F20    | Н/Д          | Н/Д          | 17,30PB          | 2                |
| Жабняк Микола                       | чоловіки штовхання ядра — F37    | Н/Д          | Н/Д          | 14,18            | 4                |
| Жабняк Микола                       | чоловіки метання диску — F37     | Н/Д          | Н/Д          | 52,43            | 2                |
| Литвиненко Олександр                | чоловіки стрибки у довжину — T36 | Н/Д          | Н/Д          | 5,45             | 7                |
| Литвиненко Олександр                | чоловіки 100 м — T36             | 13,01        | 13           | Завершив виступ  | Завершив виступ  |
| Новак Роман                         | чоловіки метання спису — F64     | Н/Д          | Н/Д          | 54,30SB          | 8                |
| Павлик Роман                        | чоловіки стрибки у довжину — T36 | Н/Д          | Н/Д          | 5,63             | 3                |
| Павлик Роман                        | чоловіки 100 м — T36             | 12,58SB      | 9            | Завершив виступ  | Завершив виступ  |
| Пономаренко Володимир Олександрович | чоловіки штовхання ядра — F12    | Н/Д          | Н/Д          | 14,96SB          | 4                |
| Сеник Микита                        | чоловіки стрибки у довжину — T38 | Н/Д          | Н/Д          | 6,53AR           | 5                |
| Загребельний Владислав              | чоловіки стрибки у довжину — T37 | Н/Д          | Н/Д          | 6,59             | 1                |
| Аджаметова Лейля                    | жінки 400 м — T13                | DNS          | DNS          | Завершила виступ | Завершила виступ |
| Аджаметова Лейля                    | жінки 100 м — T13                | 12,38        | 5Q           | 12,37            | 6                |
| Ботурчук Оксана                     | жінки 400 м — T12                | 56,49SB      | 2Q           | 55,33SB          | 2                |
| Ботурчук Оксана                     | жінки 200 м — T12                | 24,85SB      | 2Q           | 24,48SB          | 2                |
| Ботурчук Оксана                     | жінки 100 м — T12                | 12,28        | 2Q           | 12,03SB          | 2                |
| Даниліна Людмила                    | жінки 1500 м — T20               | Н/Д          | Н/Д          | 4:32,84SB        | 2                |
| Кобзар Наталія                      | жінки 400 м — T37                | Н/Д          | Н/Д          | 1:01,47          | 2                |
| Кобзар Наталія                      | жінки 200 м — T37                | 28,22        | 6Q           | 27,29            | 5                |
| Кобзар Наталія                      | жінки 100 м — T37                | 13,85        | 6q           | 13,78            | 6                |
| Шуляр Юлія                          | жінки 400 м — T20                | 57,58        | 2Q           | 56,18AR          | 2                |
| Терех Аліна                         | жінки 200 м — T37                | 29,40 PB     | 9            | Завершила виступ | Завершила виступ |
| Терех Аліна                         | жінки 400 м — T37                | Н/Д          | Н/Д          | 1:05,96          | 4                |
| Терех Аліна                         | жінки 100 м — T37                | 14,58        | 10           | Завершила виступ | Завершила виступ |
| Лебєдєва Яна                        | жінки метання диску — F53        | Н/Д          | Н/Д          | 15,48            | 2                |
| Лебєдєва Яна                        | жінки метання списа — F53        | Н/Д          | Н/Д          | 11,89WR          | 8                |
| Москаленко Анастасія                | жінки метання булави — F32       | Н/Д          | Н/Д          | 24,73PB          | 2                |
| Москаленко Анастасія                | жінки штовхання ядра — F32       | Н/Д          | Н/Д          | 7,61WR           | 1                |
| Мисник Анастасія                    | жінки штовхання ядра — F20       | Н/Д          | Н/Д          | 14,16AR          | 2                |
| Овсій Зоя                           | жінки метання булави — F51       | Н/Д}         | Н/Д}         | 25,12PR          | 1                |
| Овсій Зоя                           | жінки метання диску — F53        | Н/Д          | Н/Д          | 14,37            | 3                |
| Павленко Юлія                       | жінки стрибки у довжину — T11    | Н/Д          | Н/Д          | 4,86             | 3                |
| Помазан Марія                       | жінки штовхання ядра — F35       | Н/Д          | Н/Д          | 12,24            | 1                |
| Ільчина Орися                       | жінки штовхання ядра — F12       | Н/Д          | Н/Д          | 11,61            | 6                |
| Шпачинська Вікторія                 | жінки штовхання ядра — F20       | Н/Д          | Н/Д          | 13,87PB          | 4                |
| Зубковська Оксана                   | жінки стрибки у довжину — T12    | Н/Д          | Н/Д          | 5,54             | 1                |

## Академічне веслування
| Спортсмен                                                                  | Дисципліна        | Попередні запливи | Попередні запливи | Втішний заплив | Втішний заплив | Фінал    | Фінал |
| Спортсмен                                                                  | Дисципліна        | Час               | Місце             | Час            | Місце          | Час      | Місце |
| -------------------------------------------------------------------------- | ----------------- | ----------------- | ----------------- | -------------- | -------------- | -------- | ----- |
| Полянський Роман                                                           | Чоловіки одиночка | 9:56,47PR         | 1Q                | Н/Д            | Н/Д            | 9:48,78  | 1     |
| Шеремет Анна                                                               | Жінки одиночка    | 11:39,70          | 2                 | 8:17,99        | 1Q             | 11:48,10 | 4     |
| Богуславська Світлана Коюда Ярослав                                        | Двійка змішана    | 8:49,68           | 2                 | 7:13,95        | 3              | 8:45,97  | 4     |
| Полянська Олександра Котик Дарія Жук Максим Самолюк Станіслав Маласай Юлія | Четвірка змішана  | 7:48,95           | 5                 | 7:13,95        | 3              | 7:45,23  | 9     |

## Бадмінтон
| Спортсмен        | Дисципліна                    | Груповий етап                    | Груповий етап                     | Груповий етап | Півфінал         | Фінал            | Фінал           |
| Спортсмен        | Дисципліна                    | Суперник Рахунок                 | Суперник Рахунок                  | Місце         | Суперник Рахунок | Суперник Рахунок | Місце           |
| ---------------- | ----------------------------- | -------------------------------- | --------------------------------- | ------------- | ---------------- | ---------------- | --------------- |
| Чирков Олександр | чоловіки одиночний розряд SL3 | Багат Прамод (IND) · Поразка 0 2 | Саккар Манжой (IND) · Поразка 0 2 | 3             | Завершив виступ  | Завершив виступ  | Завершив виступ |

## Велоспорт

### Шосе
| Спортсмен      | Дисципліна                                           | Фінал    | Фінал |
| Спортсмен      | Дисципліна                                           | Час      | Місце |
| -------------- | ---------------------------------------------------- | -------- | ----- |
| Дементьєв Єгор | чоловіки C4-5 шосейна гонка                          | 2:15,11  | 2     |
| Дементьєв Єгор | чоловіки C5 індивідуальна гонка з роздільним стартом | 43:19,11 | 2     |

### Велотрек
| Спортсмен      | Дисципліна                                                         | Фінал    | Фінал |
| Спортсмен      | Дисципліна                                                         | Час      | Місце |
| -------------- | ------------------------------------------------------------------ | -------- | ----- |
| Дементьєв Єгор | чоловіки C4-5 1000 метрів індивідуальна гонка з роздільним стартом | 1:06,322 | 7     |
| Дементьєв Єгор | чоловіки C5 4000 метрів індивідуальна гонка переслідування         | 4:22,746 | 3     |

## Голбол

### Чоловіки

#### Групова стадія
| Місце | Команда   | Кіл-сть ігор | Перемога | Нічия | Поразка | Забито голів | Голів пропущено | Різниця голів | Очки |
| ----- | --------- | ------------ | -------- | ----- | ------- | ------------ | --------------- | ------------- | ---- |
| 1     | Бельгія   | 4            | 2        | 0     | 2       | 18           | 13              | 5             | 6    |
| 2     | Україна   | 4            | 2        | 0     | 2       | 18           | 15              | 3             | 6    |
| 3     | Туреччина | 4            | 2        | 0     | 2       | 15           | 15              | 0             | 6    |
| 4     | Німеччина | 3            | 2        | 0     | 1       | 13           | 15              | -2            | 6    |
| 5     | Китай     | 3            | 1        | 0     | 2       | 13           | 19              | -6            | 3    |

| 26 серпня 2021 17:30 | Україна | 11 : 5 | Німеччина | Макухарі Мессе |
| 26 серпня 2021 17:30 |         |        |           | Макухарі Мессе |
| 26 серпня 2021 17:30 |         |        |           | Макухарі Мессе |

| 27 серпня 2021 17:30 | Китай | 7:3 | Україна | Макухарі Мессе |
| 27 серпня 2021 17:30 |       |     |         | Макухарі Мессе |
| 27 серпня 2021 17:30 |       |     |         | Макухарі Мессе |

| 29 серпня 2021 13:15 | Бельгія | 2:4 | Україна | Макухарі Мессе |
| 29 серпня 2021 13:15 |         |     |         | Макухарі Мессе |
| 29 серпня 2021 13:15 |         |     |         | Макухарі Мессе |

| 30 серпня 2021 9:00 | Україна | 0:1 | Туреччина | Макухарі Мессе |
| 30 серпня 2021 9:00 |         |     |           | Макухарі Мессе |
| 30 серпня 2021 9:00 |         |     |           | Макухарі Мессе |

#### Плей-офф

###### Чвертьфінал
| 31 серпня 2021 15:00 | Україна | 4:5 | США | Макухарі Мессе |
| 31 серпня 2021 15:00 |         |     |     | Макухарі Мессе |
| 31 серпня 2021 15:00 |         |     |     | Макухарі Мессе |

## Дзюдо

### Чоловіки
| Спортсмен           | Дисципліна | 1/16 фіналу                             | Чвертьфінал                                 | Півфінал                                  | Фінал                                            | Фінал |
| Спортсмен           | Дисципліна | Суперник Результат                      | Суперник Результат                          | Суперник Результат                        | Суперник Результат                               | Місце |
| ------------------- | ---------- | --------------------------------------- | ------------------------------------------- | ----------------------------------------- | ------------------------------------------------ | ----- |
| Хорава Давид        | до 66 кг   | Н/Д                                     | Аджім Мункхабат (MGL) · Перемога 11s1 0s1   | Куранбаєв Учкун (UZB) · Поразка 1s2 10s2  | Абаслі Наміг (AZE) · Поразка 0s1 1s2             | 5     |
| Соловей Дмитро      | до 81 кг   | Кітазоно Арамітцу (JPN) · Перемога 10 0 | Авіла Санчес Едуардо (MEX) · Поразка 0 10s1 | Родрігес Герардо (CUB) · Перемога 1s2 0s1 | Лі Янг Мін (KOR) · Поразка 0s2 10s1              | 5     |
| Магомедов Руфат     | до 73 кг   | Н/Д                                     | Калдані Гіоргі (GEO) · Поразка 0 10         | Корнас Ніколай (GER) · Перемога 1s1 0     | Кутуєв Василій (ROC) · Перемога 1s2 0            | 3     |
| Назаренко Олександр | до 90 кг   | Н/Д                                     | Аманжол Жанбота (KAZ) · Перемога 10s2 0s2   | Стюарт Еліот (GBR) · Поразка 0 1s1        | Кавальканте да Сілва Артур (BRA) · Перемога 10 0 | 3     |

### Жінки
| Спортсмен          | Дисципліна | 1/16 фіналу                            | Чвертьфінал                              | Півфінал                                    | Фінал                                | Фінал |
| Спортсмен          | Дисципліна | Суперник Результат                     | Суперник Результат                       | Суперник Результат                          | Суперник Результат                   | Місце |
| ------------------ | ---------- | -------------------------------------- | ---------------------------------------- | ------------------------------------------- | ------------------------------------ | ----- |
| Ніколайчик Наталія | до 52 кг   | Вонгхомфу Метіні (THA) · Перемога 10 0 | Абдельлауї Черіне (ALG) · Поразка 0 10s2 | Сафарова Басті (AZE) · Перемога 10 0        | Брусіг Рамона (GER) · Перемога 11 0  | 3     |
| Іваницька Юлія     | до 48 кг   | Н/Д                                    | Лі Кай Лін (TPE) · Перемога 1 0          | Мартінет Сандріне (FRA) · Поразка 0s1 10    | Хангай Шізука (JPN) · Перемога 1s1 0 | 3     |
| Гусєва Ірина       | до 63 кг   | Н/Д                                    | Пернхайм Ніколіна (SWE) · Перемога 10 1  | Шеріпбоєва Нафіса (UZB) · Перемога 10s1 0s1 | Гусейнова Канім (AZE) · Поразка 0 1  | 2     |
| Гарник Анастасія   | до 90 кг   | Н/Д                                    | Карімова Дурсадаф (AZE) · Поразка 0 10   | Цухія Мінако (JPN) · Перемога 10 0          | Коста Кароліна (ITA) · Поразка 0 10  | 5     |

## Плавання
На Чемпіонаті світу з плавання 2019 року національна збірна виборола 18 ліцензій на Паралімпіаду.
Всього на Паралімпіаду від України поїде 40 спортсменів
| Спортсмен          | Дисципліна                                   | Попередні запливи | Попередні запливи | Фінал            | Фінал            |
| Спортсмен          | Дисципліна                                   | Час               | Місце             | Час              | Місце            |
| ------------------ | -------------------------------------------- | ----------------- | ----------------- | ---------------- | ---------------- |
| Панібратець Євген  | чоловіки 200 метрів вільним стилем S2        | 5:33,33           | 10                | Завершив виступ  | Завершив виступ  |
| Панібратець Євген  | чоловіки 100 метрів на спині S2              | 2:29,46           | 10                | Завершив виступ  | Завершив виступ  |
| Панібратець Євген  | чоловіки 50 метрів на спині S2               | 1:03,09           | 7Q                | 1:03,00          | 6                |
| Бондаренко Роман   | чоловіки 200 метрів вільним стилем S2        | 4:45,36           | 6Q                | 4:38,40          | 6                |
| Бондаренко Роман   | чоловіки 50 метрів на спині S2               | 59,30             | 3Q                | 1:00,61          | 5                |
| Бондаренко Роман   | чоловіки 100 метрів на спині S2              | 2:08,72           | 3Q                | 2:16,71          | 7                |
| Гонтар Анна        | жінки 100 метрів на спині S6                 | 1:25,23           | 8Q                | 1:24,14          | 7                |
| Гонтар Анна        | жінки 200 метрів комплексне плавання SM6     | 3:15,24           | 9                 | Завершила виступ | Завершила виступ |
| Гонтар Анна        | жінки 50 метрів батерфляєм S6                | 40,00             | 9                 | Завершила виступ | Завершила виступ |
| Гонтар Анна        | жінки 50 метрів вільним стилем S6            | 33,81             | 3Q                | 33,40            | 3                |
| Мерешко Єлизавета  | жінки 50 метрів вільним стилем S6            | 33,51             | 2Q                | 33,11PR          | 1                |
| Мерешко Єлизавета  | жінки 100 метрів на спині S6                 | 1:22,11           | 2Q                | 1:22,58          | 6                |
| Мерешко Єлизавета  | жінки 200 метрів комплексне плавання SM6     | 2:26,90 WR PR     | 1Q                | 2:58,04          | 2                |
| Мерешко Єлизавета  | жінки 100 метрів брасом SB5                  | 1:43,00           | 2Q                | 1:40,59          | 1                |
| Мерешко Єлизавета  | жінки 100 метрів вільним стилем S7           | 1:12,29           | 3Q                | 1:11,07          | 3                |
| Мерешко Єлизавета  | жінки 400 метрів вільним стилем S6           | 5:26,35           | 3Q                | 5:12,61          | 2                |
| Савцова Вікторія   | жінки 50 метрів вільним стилем S6            | 34,97             | 7Q                | 33,68            | 5                |
| Савцова Вікторія   | жінки 50 метрів батерфляєм S6                | 39,98             | 8Q                | 41,04            | 8                |
| Савцова Вікторія   | жінки 100 метрів брасом SB6                  | 1:42,04           | 7Q                | 1:40,49          | 5                |
| Крипак Максим      | чоловіки 100 метрів на спині S10             | 1:00,07           | 1Q                | 57,19            | 1                |
| Крипак Максим      | чоловіки 400 метрів вільним стилем S10       | 4:15,67           | 4Q                | 3:59,62          | 1                |
| Крипак Максим      | чоловіки 50 метрів вільним стилем S10        | Н/Д               | Н/Д               | 23,33            | 2                |
| Крипак Максим      | чоловіки 100 метрів батерфляєм S10           | 57,74             | 1Q                | 54,15            | 1                |
| Крипак Максим      | чоловіки 200 метрів комплексне плавання SM10 | 2:12,78           | 1Q                | 2:05,68          | 1                |
| Крипак Максим      | чоловіки 100 метрів вільним стилем S10       | 51,57             | 1Q                | 50,64            | 1                |
| Вірченко Олексій   | чоловіки 100 метрів на спині S13             | 1:02,00           | 4Q                | 1:00,48          | 4                |
| Вірченко Олексій   | чоловіки 100 метрів батерфляєм S13           | 56,30             | 2Q                | 56,16            | 2                |
| Вірченко Олексій   | чоловіки 50 метрів вільним стилем S13        | 24,13             | 6Q                | 24,29            | 7                |
| Гаращенко Кирило   | чоловіки 400 метрів вільним стилем S13       | 4:10,42           | 2Q                | 4:02,07          | 2                |
| Гаращенко Кирило   | чоловіки 100 метрів на спині S13             | 1:03,36           | 6Q                | 1:02,13          | 6                |
| Гаращенко Кирило   | чоловіки 100 метрів батерфляєм S13           | 59,92             | 8Q                | 58,63            | 8                |
| Гаращенко Кирило   | чоловіки 200 метрів комплексне плавання SM13 | 2:14,03           | 4Q                | 2:13,71          | 5                |
| Дубров Денис       | чоловіки 200 метрів комплексне плавання SM8  | 2:25,40           | 1Q                | 2:20,96          | 1                |
| Дубров Денис       | чоловіки 100 метрів батерфляєм S8            | 1:04,27           | 4Q                | 1:03,23          | 3                |
| Дубров Денис       | чоловіки 100 метрів вільним стилем S8        | 59,70             | 3Q                | 59,02            | 5                |
| Завалій Анастасія  | жінки 100 метрів на спині S6                 | 1:30,62           | 11                | Завершила виступ | Завершила виступ |
| Завалій Анастасія  | жінки 50 метрів батерфляєм S6                | 41,10             | 10                | Завершила виступ | Завершила виступ |
| Завалій Анастасія  | жінки 200 метрів комплексне плавання SM6     | 3:30,36           | 13                | Завершила виступ | Завершила виступ |
| Смирнов Віктор     | чоловіки 100 метрів на спині S11             | 1:11,69           | 6Q                | 1:09,36          | 2                |
| Смирнов Віктор     | чоловіки 400 метрів вільним стилем S11       | 5:00,97           | 8Q                | DNS              | DNS              |
| Смирнов Віктор     | чоловіки 200 метрів комплексне плавання SM11 | 2:33,12           | 5Q                | 2:28,97          | 4                |
| Смирнов Віктор     | чоловіки 100 метрів брасом SB11              | 1:17,57           | 6Q                | 1:15,78          | 4                |
| Смирнов Віктор     | чоловіки 50 метрів вільним стилем S11        | 28,31             | 10                | Завершив виступ  | Завершив виступ  |
| Смирнов Віктор     | чоловіки 100 метрів батерфляєм S11           | 1:08,71           | 6Q                | 1:06,85          | 6                |
| Сербін Михайло     | чоловіки 200 метрів комплексне плавання SM11 | 2:35,12           | 6Q                | 2:27,97          | 2                |
| Сербін Михайло     | чоловіки 400 метрів вільним стилем S11       | 4:43,46           | 4Q                | 4:41,21          | 4                |
| Сербін Михайло     | чоловіки 50 метрів вільним стилем S11        | 27,44             | 6Q                | 27,18            | 5                |
| Сербін Михайло     | чоловіки 100 метрів батерфляєм S11           | 1:13,46           | 10                | Завершив виступ  | Завершив виступ  |
| Сербін Михайло     | чоловіки 100 метрів на спині S11             | 1:11,14           | 4Q                | 1:08,63          | 1                |
| Стеценко Анна      | жінки 50 метрів вільним стилем S13           | 28,06             | 8Q                | 27,68            | 8                |
| Стеценко Анна      | жінки 400 метрів вільним стилем S13          | 4:31,51           | 1Q                | 4:23,92          | 1                |
| Стеценко Анна      | жінки 100 метрів на спині S13                | 1:10,89           | 10                | Завершила виступ | Завершила виступ |
| Стеценко Анна      | жінки 200 метрів комплексне плавання SM13    | 2:33,75           | 4Q                | 2:30,69          | 5                |
| Артюхов Олександр  | чоловіки 50 метрів вільним стилем S11        | 30,29             | 14                | Завершив виступ  | Завершив виступ  |
| Артюхов Олександр  | чоловіки 100 метрів на спині S11             | 1:13,78           | 8Q                | 1:11,83          | 7                |
| Артюхов Олександр  | чоловіки 100 метрів брасом SB11              | 1:27,43           | 9                 | Завершив виступ  | Завершив виступ  |
| Артюхов Олександр  | чоловіки 200 метрів комплексне плавання SM11 | 2:45,93           | 11                | Завершив виступ  | Завершив виступ  |
| Бережна Яна        | жінки 50 метрів вільним стилем S11           | 36,59             | 15                | Завершила виступ | Завершила виступ |
| Бережна Яна        | жінки 100 метрів брасом SB11                 | 1:29,45           | 4Q                | 1:27,02          | 3                |
| Бережна Яна        | жінки 200 метрів комплексне плавання SM11    | 3:11,13           | 11                | Завершила виступ | Завершила виступ |
| Богодайко Євгеній  | чоловіки 50 метрів вільним стилем S7         | 28,27             | 2Q                | 27,99            | 2                |
| Богодайко Євгеній  | чоловіки 100 метрів на спині S7              | 1:13,75           | 6Q                | 1:11,57          | 5                |
| Богодайко Євгеній  | чоловіки 100 метрів брасом SB6               | 1:23,45           | 4Q                | 1:20,13          | 1                |
| Богодайко Євгеній  | чоловіки 50 метрів батерфляєм S7             | 30,34             | 5Q                | 29,70            | 5                |
| Богодайко Євгеній  | чоловіки 200 метрів комплексне плавання SM7  | DSQ               | DSQ               | Завершив виступ  | Завершив виступ  |
| Божинський Юрій    | чоловіки 50 метрів вільним стилем S9         | 26,58             | 12                | Завершив виступ  | Завершив виступ  |
| Чуфаров Данило     | чоловіки 400 метрів вільним стилем S13       | 4:37,26           | 10                | Завершив виступ  | Завершив виступ  |
| Чуфаров Данило     | чоловіки 100 метрів брасом SB12              | Н/Д               | Н/Д               | 1:11,67          | 6                |
| Чуфаров Данило     | чоловіки 100 метрів батерфляєм S12           | 1:01,04           | 6Q                | 59,00            | 5                |
| Чуфаров Данило     | чоловіки 200 метрів комплексне плавання SM13 | 2:17,48           | 8Q                | 2:15,15          | 8                |
| Денисенко Катерина | жінки 50 метрів вільним стилем S8            | 31,81             | 6Q                | 31,47            | 4                |
| Денисенко Катерина | жінки 100 метрів на спині S8                 | Н/Д               | Н/Д               | 1:18,31          | 2                |
| Дворський Юрій     | чоловіки 50 метрів вільним стилем S3         | 59,79             | 12                | Завершив виступ  | Завершив виступ  |
| Дворський Юрій     | чоловіки 200 метрів вільним стилем S3        | 4:23,73           | 11                | Завершив виступ  | Завершив виступ  |
| Дворський Юрій     | чоловіки 50 метрів брасом SB2                | 1:44,56           | 9                 | Завершив виступ  | Завершив виступ  |
| Дворський Юрій     | чоловіки 150 метрів комплексне плавання SM3  | 4:09,11           | 10                | Завершив виступ  | Завершив виступ  |
| Федина Олексій     | чоловіки 100 метрів брасом SB12              | Н/Д               | Н/Д               | 1:05,62          | 2                |
| Кліпперт Сергій    | чоловіки 100 метрів брасом SB12              | Н/Д               | Н/Д               | 1:11,24          | 5                |
| Кліпперт Сергій    | чоловіки 100 метрів на спині S12             | Н/Д               | Н/Д               | 1:00,71          | 2                |
| Коль Антон         | чоловіки 50 метрів на спині S1               | Н/Д               | Н/Д               | 1:13,78          | 2                |
| Коль Антон         | чоловіки 100 метрів на спині S1              | Н/Д               | Н/Д               | 2:28,29          | 2                |
| Комаров Олександр  | чоловіки 100 метрів вільним стилем S6        | 1:07,41           | 4Q                | 1:07,02          | 6                |
| Комаров Олександр  | чоловіки 100 метрів на спині S6              | 1:24,41           | 12                | Завершив виступ  | Завершив виступ  |
| Комаров Олександр  | чоловіки 50 метрів батерфляєм S6             | 35,16             | 12                | Завершив виступ  | Завершив виступ  |
| Крайник Василь     | чоловіки 100 метрів на спині S14             | 1:01,15           | 4Q                | 1:01,16          | 7                |
| Крайник Василь     | чоловіки 100 метрів брасом SB14              | 1:06,96           | 5Q                | 1:06,66          | 4                |
| Крайник Василь     | чоловіки 100 метрів батерфляєм S14           | 58,74             | 13                | Завершив виступ  | Завершив виступ  |
| Крайник Василь     | чоловіки 200 метрів комплексне плавання SM14 | 2:11,11           | 1Q                | 2:09,92          | 3                |
| Матло Ярина        | жінки 100 метрів вільним стилем S12          | 1:09,03           | 8Q                | 1:07,78          | 8                |
| Матло Ярина        | жінки 100 метрів на спині S12                | Н/Д               | Н/Д               | 1:16,25          | 6                |
| Матло Ярина        | жінки 100 метрів брасом SB12                 | Н/Д               | Н/Д               | 1:20,31          | 3                |
| Остапченко Денис   | чоловіки 50 метрів вільним стилем S3         | 46,73             | 2Q                | 45,95            | 3                |
| Остапченко Денис   | чоловіки 200 метрів вільним стилем S3        | 3:27,49           | 1Q                | 3:21,62          | 1                |
| Остапченко Денис   | чоловіки 50 метрів на спині S3               | 46,18             | 2Q                | 45,57            | 2                |
| Паламарчук Сергій  | чоловіки 50 метрів вільним стилем S3         | 48,17             | 6Q                | 47,61            | 6                |
| Паламарчук Сергій  | чоловіки 200 метрів вільним стилем S3        | 3:52,06           | 7Q                | 3:53,51          | 8                |
| Паламарчук Сергій  | чоловіки 50 метрів на спині S3               | 49,88             | 7Q                | 49,65            | 6                |
| Піддубна Марина    | жінки 50 метрів вільним стилем S11           | 31,14             | 7Q                | 30,65            | 6                |
| Піддубна Марина    | жінки 100 метрів вільним стилем S11          | 1:12,72           | 7Q                | 1:10,27          | 6                |
| Піддубна Марина    | жінки 100 метрів на спині S11                | 1:22,63           | 6Q                | 1:21,65          | 6                |
| Піддубна Марина    | жінки 200 метрів комплексне плавання SM11    | 3:01,80           | 7Q                | 3:01,53          | 7                |
| Попов Станіслав    | чоловіки 100 метрів на спині S10             | 1:03,92           | 7Q                | 1:03,54          | 7                |
| Сафонова Юлія      | жінки 50 метрів вільним стилем S4            | 1:01,46           | 14                | Завершила виступ | Завершила виступ |
| Сафонова Юлія      | жінки 50 метрів на спині S4                  | 58,98             | 10                | Завершила виступ | Завершила виступ |
| Сафонова Юлія      | жінки 150 метрів комплексне плавання SM4     | 3:46,21           | 14                | Завершила виступ | Завершила виступ |
| Семененко Ярослав  | чоловіки 50 метрів вільним стилем S5         | 33,74             | 7Q                | 33,11            | 6                |
| Семененко Ярослав  | чоловіки 50 метрів на спині S5               | 35,07             | 2Q                | 35,05            | 4                |
| Семененко Ярослав  | чоловіки 50 метрів батерфляєм S5             | 34,55             | 3Q                | 35,13            | 4                |
| Свідерська Ольга   | жінки 50 метрів вільним стилем S4            | 48,03             | 11                | Завершила виступ | Завершила виступ |
| Свідерська Ольга   | жінки 50 метрів на спині S4                  | 57,27             | 8Q                | 55,09            | 7                |
| Свідерська Ольга   | жінки 50 метрів брасом SB4                   | 1:05,84           | 8Q                | 1:04,75          | 8                |
| Ткачук Катерина    | жінки 50 метрів вільним стилем S11           | 31,35             | 9                 | Завершила виступ | Завершила виступ |
| Ткачук Катерина    | жінки 100 метрів вільним стилем S11          | 1:14,71           | 9                 | Завершила виступ | Завершила виступ |
| Ткачук Катерина    | жінки 100 метрів на спині S11                | 1:22,97           | 7Q                | 1:21,76          | 7                |
| Ткачук Катерина    | жінки 200 метрів комплексне плавання SM11    | 3:05,55           | 10                | Завершила виступ | Завершила виступ |
| Трусов Андрій      | чоловіки 50 метрів вільним стилем S7         | 27,44             | 1Q                | 27,43            | 1                |
| Трусов Андрій      | чоловіки 400 метрів вільним стилем S7        | 4:57,17           | 4Q                | 4:35,56          | 2                |
| Трусов Андрій      | чоловіки 100 метрів на спині S7              | 1:10,20           | 2Q                | 1:08,14WR        | 1                |
| Трусов Андрій      | чоловіки 100 метрів брасом SB6               | 1:25,80           | 8Q                | 1:24,85          | 7                |
| Трусов Андрій      | чоловіки 50 метрів батерфляєм S7             | 29,91             | 3Q                | 29,03            | 2                |
| Трусов Андрій      | чоловіки 200 метрів комплексне плавання SM7  | 2:34,35           | 3Q                | 2:29,99          | 2                |
| Веракса Максим     | чоловіки 50 метрів вільним стилем S13        | 23,97             | 4Q                | 23,83            | 3                |
| Веракса Максим     | чоловіки 100 метрів вільним стилем S12       | 54,26             | 4Q                | 52,87            | 2                |
| Вербова Марина     | жінки 50 метрів на спині S4                  | 52,16             | 5Q                | 53,24            | 5                |
| Вербова Марина     | жінки 50 метрів брасом SB3                   | 1:05,10           | 7Q                | 1:03,09          | 6                |
| Вербова Марина     | жінки 150 метрів комплексне плавання SM4     | 3:11,88           | 8Q                | 3:09,17          | 7                |
| Виноградець Дмитро | чоловіки 50 метрів на спині S4               | 46,05             | 5Q                | 44,91            | 4                |
| Виноградець Дмитро | чоловіки 150 метрів комплексне плавання SM4  | 2:47,21           | 5Q                | 2:46,31          | 5                |
| Яременко Ілля      | чоловіки 50 метрів вільним стилем S13        | 23,95             | 3Q                | 23,70            | 2                |
| Яременко Ілля      | чоловіки 100 метрів вільним стилем S12       | 55,95             | 5Q                | 53,60            | 4                |
| Яременко Ілля      | чоловіки 100 метрів батерфляєм S12           | 59,72             | 4Q                | 58,98            | 4                |

### Команди
| Спортсмен         | Дисципліна                                           | Попередні запливи | Попередні запливи | Фінал     | Фінал |
| Спортсмен         | Дисципліна                                           | Результат         | Місце             | Результат | Місце |
| ----------------- | ---------------------------------------------------- | ----------------- | ----------------- | --------- | ----- |
| Паламарчук Сергій | Змішана командна естафета 4Х50 метрів вільним стилем | 2:27,98           | 2Q                | 2:24,89   | 4     |
| Семененко Ярослав | Змішана командна естафета 4Х50 метрів вільним стилем | 2:27,98           | 2Q                | 2:24,89   | 4     |
| Гонтар Анна       | Змішана командна естафета 4Х50 метрів вільним стилем | 2:27,98           | 2Q                | 2:24,89   | 4     |
| Савцова Вікторія  | Змішана командна естафета 4Х50 метрів вільним стилем | 2:27,98           | 2Q                | 2:24,89   | 4     |
| Божинський Юрій   | Чоловіки командна естафета 4Х100 вільним стилем      | Н/Д               | Н/Д               | 3:47,40   | 3     |
| Дубров Денис      | Чоловіки командна естафета 4Х100 вільним стилем      | Н/Д               | Н/Д               | 3:47,40   | 3     |
| Трусов Андрій     | Чоловіки командна естафета 4Х100 вільним стилем      | Н/Д               | Н/Д               | 3:47,40   | 3     |
| Крипак Максим     | Чоловіки командна естафета 4Х100 вільним стилем      | Н/Д               | Н/Д               | 3:47,40   | 3     |
| Піддубна Марина   | Змішана командна естафета 4Х100 вільним стилем       | Н/Д               | Н/Д               | 3:55,15   | 3     |
| Веракса Максим    | Змішана командна естафета 4Х100 вільним стилем       | Н/Д               | Н/Д               | 3:55,15   | 3     |
| Стеценко Анна     | Змішана командна естафета 4Х100 вільним стилем       | Н/Д               | Н/Д               | 3:55,15   | 3     |
| Гаращенко Кирило  | Змішана командна естафета 4Х100 вільним стилем       | Н/Д               | Н/Д               | 3:55,15   | 3     |

## Параканое
| Спортсмен         | Дисципліна                            | Попередні запливи | Попередні запливи | Півфінал       | Півфінал       | Фінал     | Фінал |
| Спортсмен         | Дисципліна                            | Результат         | Місце             | Результат      | Місце          | Результат | Місце |
| ----------------- | ------------------------------------- | ----------------- | ----------------- | -------------- | -------------- | --------- | ----- |
| Лагутенко Наталія | жінки каяк одиночка 200 метрів KL2    | 56,834            | 3                 | 54,538         | 2              | 54,340    | 5     |
| Мажула Марина     | жінки каяк одиночка 200 метрів KL1    | 58,871            | 2                 | 57,594         | 1              | 54,805    | 2     |
| Синюк Микола      | чоловіки каяк одиночка 200 метрів KL2 | 43,731            | 1                 | не брав участі | не брав участі | 42,503    | 2     |
| Ємельянов Сергій  | чоловіки каяк одиночка 200 метрів KL3 | 40,776            | 1                 | не брав участі | не брав участі | 40,355    | 1     |

## Пауерліфтинг
| Спортсмен         | Дисципліна        | Фінал     | Фінал |
| Спортсмен         | Дисципліна        | Результат | Місце |
| ----------------- | ----------------- | --------- | ----- |
| Копійка Марина    | жінки до 41 кг    | —         | —     |
| Панасюк Костянтин | чоловіки до 54 кг | 155       | 6     |
| Соловйова Лідія   | жінки до 50 кг    | 106       | 4     |
| Шевчук Мар'яна    | жінки до 55 кг    | 125       | 1     |
| Топоркова Раїса   | жінки до 61 кг    | 110       | 5     |
| Широколава Тетяна | жінки до 67 кг    | 105       | 6     |
| Бабинець Юрій     | чоловіки до 80 кг | 175       | 9     |
| Олійник Наталія   | жінки до 79 кг    | 133       | 2     |

## Стрільба з лука
Україна виборола дві ліцензії на Чемпіонаті світу з лука в пара-лупі 2019, який проходив у м. Ден-Бош (Нідерланди).
| Спортсмен              | Дисципліна                            | Раунд 1/16                           | Чверть- фінали                | Півфінали          | Фінал              | Фінал            |
| Спортсмен              | Дисципліна                            | Суперник Результат                   | Суперник Результат            | Суперник Результат | Суперник Результат | Місце            |
| ---------------------- | ------------------------------------- | ------------------------------------ | ----------------------------- | ------------------ | ------------------ | ---------------- |
| Атаменко Сергій        | чоловіки одиночний розряд блочний лук | Туран Мурат (TUR) · Поразка 139-139  | Завершив виступ               | Завершив виступ    | Завершив виступ    | Завершив виступ  |
| Дзьоба-Балян Роксолана | жінки одиночний розряд класичний лук  | Аль-Саєді Заман (IRQ) · Перемога 6-4 | Ву Чаньян (CHN) · Поразка 0-6 | Завершила виступ   | Завершила виступ   | Завершила виступ |

## Стрільба
Наступні спортсмени пройшли кваліфікацію після результатів на Чемпіонату світу 2018 року, який пройшов у травні у Південній Кореї:
| Спортсмен        | Дисципліна                                         | Кваліфікаця | Кваліфікаця | Фінал           | Фінал           |
| Спортсмен        | Дисципліна                                         | Очки        | Місце       | Очки            | Місце           |
| ---------------- | -------------------------------------------------- | ----------- | ----------- | --------------- | --------------- |
| Ляху Ірина       | жінки P-2 пневматичний пістолет 10 м SH1           | 561-6х      | 5Q          | 170.4           | 5               |
| Ляху Ірина       | змішана пістолет SH1                               | 566-16х     | 7Q          | 3               | 8               |
| Денисюк Олексій  | чоловіки Р-1 пістолет 10 м SH1                     | 557-9х      | 14          | Завершив виступ | Завершив виступ |
| Денисюк Олексій  | змішана пістолет SH1                               | 573-15х     | 6Q          | 20              | 3               |
| Денисюк Олексій  | змішана 50 м пістолет SH1                          | 527-3х      | 11          | Завершив виступ | Завершив виступ |
| Дорошенко Андрій | чоловіки R-1 пневматична гвинтівка 10 м стоячи SH1 | 614.4       | 8Q          | 245.1           | 2               |
| Дорошенко Андрій | чоловіки 50 метрів гвинтівка в 3 позиції SH1       | 1150-48х    | 9           | Завершив виступ | Завершив виступ |
| Дорошенко Андрій | змішна R-6 пневнматична гвинтівка 10 м лежачи SH1  | 615.5       | 14          | Завершив виступ | Завершив виступ |
| Щетнік Ірина     | жінки R-2 пневматична гвинтівка 10 м стоячи SH1    | 626.0 QPR   | 2Q          | 227.5           | 3               |
| Щетнік Ірина     | змішана R-3 пневматична гвинтівка 10 м лежачи SH1  | 635.1       | 3Q          | 231.2           | 3               |
| Щетнік Ірина     | жінки гвинтівка 50 м в 3 позиції SH1               | 1169-61х    | 4Q          | 435.3           | 4               |
| Щетнік Ірина     | змішна R-6 пневнматична гвинтівка 10 м лежачи SH1  | 617.5       | 7Q          | 121.6           | 8               |
| Плакущий Віталій | змішана R-5 пневматична гвинтівка 10 м лежачи SH2  | 622.5       | 9           | Завершив виступ | Завершив виступ |
| Плакущий Віталій | змішна R-4 пневнматична гвинтівка стоячи SH2       | 628.1       | 11          | Завершив виступ | Завершив виступ |
| Стоєв Юрій       | чоловіки гвинтівка 50 м в 3 позиції SH1            | 1157-48х    | 6Q          | 398.9           | 8               |
| Стоєв Юрій       | чоловіки R-1 пневматична гвинтівка 10 м стоячи SH1 | 619.6       | 2Q          | 119.7           | 8               |
| Стоєв Юрій       | змішна R-6 пневнматична гвинтівка 10 м лежачи SH1  | 614.8       | 16          | Завершив виступ | Завершив виступ |
| Ковальчук Василь | змішна R-4 пневнматична гвинтівка 10 м лежачи SH2  | 639.1       | 2Q          | 254.7           | 2               |
| Ковальчук Василь | змішана R-9 гвинтівка 50 м лежачи SH2              | 628.6       | 2Q          | 228.9           | 3               |
| Ковальчук Василь | змішна R-4 пневнматична гвинтівка стоячи SH2       | 633.3       | 3Q          | 209.1           | 4               |

## Настільний теніс

#### Чоловіки
| Спортсмен        | Дисципліна                   | Групова стадія                             | Групова стадія                       | Групова стадія                    | Групова стадія | 1-й раунд                        | Чвертьфінал                         | Півфінал                        | Фінал                        | Фінал           |
| Спортсмен        | Дисципліна                   | Суперник Рахунок                           | Суперник Рахунок                     | Суперник Рахунок                  | Місце          | Суперник Рахунок                 | Суперник Рахунок                    | Суперник Рахунок                | Суперник Рахунок             | Місце           |
| ---------------- | ---------------------------- | ------------------------------------------ | ------------------------------------ | --------------------------------- | -------------- | -------------------------------- | ----------------------------------- | ------------------------------- | ---------------------------- | --------------- |
| Єзик Олександр   | чоловіки одиночний розряд С2 | Молієнс Стефан (FRA) · Поразка 0-3         | Бахіллер Мігель (ESP) · Перемога 3-2 | Н/Д                               | 2Q             | Флорес Луіс (CHI) · Перемога 3-2 | Ча су (KOR) · Поразка 1-3           | Завершив виступ                 | Завершив виступ              | Завершив виступ |
| Петрунів Василь  | чоловіки одиночний розряд С3 | Брюхель Томас (GER) · Поразка 0-3          | Колеошо Ахмед (NGR) · Поразка 1-3    | Н/Д                               | 3              | Завершив виступ                  | Завершив виступ                     | Завершив виступ                 | Завершив виступ              | Завершив виступ |
| Дідух Віктор     | одиночний розряд С8          | Фарінлой Віктор (NGR) · Перемога 3-2       | Шилтон Біллі (GBR) · Перемога 3-0    | Н/Д                               | 1Q             | не брав участі                   | Маккібін Аарон (GBR) · Перемога 3-1 | Пен Вейнан (CHN) · Перемога 3-2 | Жао Шуай (CHN) · Поразка 1-3 | 2               |
| Май Іван         | одиночний розряд С8          | Агунбіаде Таджудін (NGR) · Перемога 3-0    | Чжао І Цін (CHN) · Перемога 3-2      | Н/Д                               | 1Q             | Н/Д                              | Лейбовітц Тал (USA) · Перемога 3-2  | Ма Лін (AUS) · Поразка 1-3      | Завершив виступ              | 3               |
| Ніколенко Максим | одиночний розряд С8          | Роман Чінчілла Стівен (CRC) · Перемога 3-0 | Цонка Андрас (HUN) · Перемога 3-2    | Н/Д                               | 1Q             | Є Чао Цюнь (CHN) · Перемога 3-1  | Вілсон Рос (GBR) · Перемога 3-1     | Жао Шуай (CHN) · Поразка 1-3    | Завершив виступ              | 3               |
| Кац Лев          | одиночний розряд С9          | Ноздрунов Юрій (ROC) · Поразка 2-3         | Івабучі Койо (JPN) · Перемога 3-1    | Томпсон Ешлі (GBR) · Перемога 3-1 | 2Q             | Н/Д                              | Ма Лін (AUS) · Поразка 0-3          | Завершив виступ                 | Завершив виступ              | Завершив виступ |

#### Жінки
| Спортсмен         | Дисципліна                 | Групова стадія                           | Групова стадія                        | Групова стадія                 | Групова стадія | 1-й раунд        | Чвертьфінал      | Півфінал                            | Фінал                             | Фінал            |
| Спортсмен         | Дисципліна                 | Суперник Рахунок                         | Суперник Рахунок                      | Суперник Рахунок               | Місце          | Суперник Рахунок | Суперник Рахунок | Суперник Рахунок                    | Суперник Рахунок                  | Місце            |
| ----------------- | -------------------------- | ---------------------------------------- | ------------------------------------- | ------------------------------ | -------------- | ---------------- | ---------------- | ----------------------------------- | --------------------------------- | ---------------- |
| Литовченко Марина | жінки одиночний розряд С6  | Жуліан Реббека Анна (AUS) · Перемога 3-0 | Хамад Хана Ахмед (EGY) · Перемога 3-0 | Н/Д                            | 1Q             | Н/Д              | не брав участі   | Чебаніка Раїса (ROC) · Перемога 3-0 | Алієва Маляк (ROC) · Перемога 3-0 | 1                |
| Косміна Наталія   | жінки одиночний розряд С11 | Фурукава Канамі (JPN) · Поразка 1-3      | Вонг Тін Тін (HKG) · Поразка 1-3      | Ферней Лія (FRA) · Поразка 1-3 | 4              | Завершила виступ | Завершила виступ | Завершила виступ                    | Завершила виступ                  | Завершила виступ |

#### Команди
| Спортсмен                      | Дисципліна                      | 1-й раунд           | Чвертьфінал         | Півфінал             | Фінал             | Фінал            |
| Спортсмен                      | Дисципліна                      | Суперник Рахунок    | Суперник Рахунок    | Суперник Рахунок     | Суперник Рахунок  | Місце            |
| ------------------------------ | ------------------------------- | ------------------- | ------------------- | -------------------- | ----------------- | ---------------- |
| Кац Лев Май Іван               | чоловіки командний розряд С9-10 | Італія Перемога 2-0 | Польща Перемога 2-1 | Китай Поразка 0-2    | Завершили виступ  | 3                |
| Єзик Олександр Петрунів Василь | чоловіки командний розряд С3    | Н/Д                 | Чехія Поразка 1-2   | Завершили виступ     | Завершили виступ  | Завершили виступ |
| Дідух Віктор Ніколенко Максим  | чоловіки командний розряд C8    | Н/Д                 | не брав участі      | Франція Перемога 2-0 | Китай Поразка 0-2 | 2                |

## Тріатлон
| Спортсмен            | Дисципліна | Час     | Місце |
| -------------------- | ---------- | ------- | ----- |
| Колпакчи Аліса       | Жінки      | 1:13:29 | 5     |
| Олексюк Віта         | Жінки      | 1:17:03 | 10    |
| Варфоломєєв Анатолій | Чоловіки   | 1:08:24 | 9     |

## Тхеквондо
| Спортсмен       | Дисципліна        | 1-й раунд                            | Чвертьфінал                                   | Втішний раунд                         | Півфінал                                   | Фінал                                 | Фінал           |
| Спортсмен       | Дисципліна        | Суперник Результат                   | Суперник Результат                            | Суперник Результат                    | Суперник Результат                         | Суперник Результат                    | Місце           |
| --------------- | ----------------- | ------------------------------------ | --------------------------------------------- | ------------------------------------- | ------------------------------------------ | ------------------------------------- | --------------- |
| Швець Антон     | чоловіки до 75 кг | Саморано Джуан (ARG) · Поразка 20-50 | Абузарлі Абулфаз (AZE) · Поразка 36-60        | Завершив виступ                       | Завершив виступ                            | Завершив виступ                       | Завершив виступ |
| Марчук Вікторія | жінки до 49 кг    | Н/Д                                  | Поддубська Анна (ROC) · Поразка 34-63         | Худададі Закая (AFG) · Перемога 48-34 | Фаталієва Рояла (AZE) · Перемога 26-20     | Поддубська Анна (ROC) · Поразка 11-46 | 5               |
| Липецька Юлія   | жінки понад 58 кг | Мамадова Айнур (AZE) · WDR           | Емексіз Бакаксиз Сейма (TUR) · Перемога 22-10 | не брав участі                        | Безерра Менез Дебора (BRA) · Поразка 10-55 | Ватсон Джанін (AUS) · Поразка 0-63    | 5               |

## Фехтування на візках

### Чоловіки
| Спортсмен     | Дисципліна      | Групова стадія                       | Групова стадія                       | Групова стадія                            | Групова стадія                        | Групова стадія                      | Групова стадія                         | Групова стадія | Раунд 1/16                                  | Чвертьфінал                            | Півфінал                             | Фінал                                 | Фінал           |
| Спортсмен     | Дисципліна      | Суперник Рахунок                     | Суперник Рахунок                     | Суперник Рахунок                          | Суперник Рахунок                      | Суперник Рахунок                    | Суперник Рахунок                       | Місце          | Суперник Рахунок                            | Суперник Рахунок                       | Суперник Рахунок                     | Суперник Рахунок                      | Місце           |
| ------------- | --------------- | ------------------------------------ | ------------------------------------ | ----------------------------------------- | ------------------------------------- | ----------------------------------- | -------------------------------------- | -------------- | ------------------------------------------- | -------------------------------------- | ------------------------------------ | ------------------------------------- | --------------- |
| Демчук Андрій | одиночна рапіра | Хеберт Матьє (CAN) · Перемога 5-1    | Налевайжек Мікал (POL) · Поразка 1-5 | Сан Ган (CHN) · Поразка 0-5               | Кано Шінітаро (JPN) · Перемога 5-3    | Н/Д                                 | Н/Д                                    | 3Q             | Пендер Даріуз (POL) · Перемога 15-10        | Сан Ган (CHN) · Поразка 5-15           | Завершив виступ                      | Завершив виступ                       | Завершив виступ |
| Демчук Андрій | одиночна шабля  | Раян Росел (CAN) · Перемога 5-4      | Шмідт Моріс (GER) · Перемога 5-3     | Едуардо Джордан (ITA) · Поразка 2-5       | Лі Хао (CHN) · Поразка 0-5            | Н/Д                                 | Н/Д                                    | 4 Q            | Шмідт Моріс (GER) · Перемога 15-14          | Едуардо Джордан (ITA) · Перемога 15-11 | Манько Артем (UKR) · Поразка 11-15   | Тянь Цзяньцюань (CHN) · Поразка 14-15 | 4               |
| Манько Артем  | одиночна шабля  | Нагаєв Микита (ROC) · Перемога 5-3   | Гіллівер Пірс (GBR) · Перемога 5-2   | Тянь Цзяньцюань (CHN) · Перемога 5-4      | Нобел Ромен (FRA) · Перемога 5-3      | Н/Д                                 | Н/Д                                    | 1 Q            | не брав участі                              | Нагаєв Микита (ROC) · Перемога 15-6    | Демчук Андрій (UKR) · Перемога 15-11 | Лі Хао (CHN) · Поразка 12-15          | 2               |
| Манько Артем  | одиночна шпага  | Гіллівер Пірс (GBR) · Поразка 2-5    | Пендер Даріуз (POL) · Перемога 5-4   | Едуардо Джордан (ITA) · Перемога 5-2      | Нобел Ромен (FRA) · Перемога 5-3      | Юсупов Артур (ROC) · Поразка 2-5    | Сан Ган (CHN) · Поразка 1-5            | 4Q             | Едуардо Джордан (ITA) · Перемога 15-8       | Гіллівер Пірс (GBR) · Поразка 2-15     | Завершив виступ                      | Завершив виступ                       | Завершив виступ |
| Науменко Олег | одиночна шпага  | Праневич Андрій (BLR) · Поразка 1-5  | Ху Даолянг (CHN) · Перемога 5-4      | Курзін Олександр (ROC) · Перемога 5-1     | Тар'яний Іштван (HUN) · Перемога 5-4  | Гіссоне Йоване (BRA) · Перемога 5-2 | Н/Д                                    | 3Q             | не брав участі                              | Праневич Андрій (BLR) · Поразка 10-15  | Завершив виступ                      | Завершив виступ                       | Завершив виступ |
| Науменко Олег | одиночна рапіра | Гутя Дмитро (GBR) · Поразка 0-5      | Фен Янке (CHN) · Поразка 2-5         | Чавес Вандерсон Луіс (BRA) · Перемога 5-3 | Валет Максим (FRA) · Поразка 2-5      | Онда Рюдзі (JPN) · Перемога 5-2     | Кузуков Олександр (ROC) · Перемога 5-4 | 4Q             | Чавес Вандерсон Луіс (BRA) · Перемога 15-11 | Фен Янке (CHN) · Поразка 4-15          | Завершив виступ                      | Завершив виступ                       | Завершив виступ |
| Дацко Антон   | одиночна рапіра | Камалов Альберт (ROC) · Поразка 4-5  | Гіссоне Йоване (BRA) · Перемога 5-1  | Чіма Марко (ITA) · Перемога 5-0           | Фужіта Мічінобу (JPN) · Перемога 5-2  | Ху Даолянг (CHN) · Поразка 3-5      | Кастро Адріан (POL) · Перемога 5-1     | 3Q             | не брав участі                              | Камалов Альберт (ROC) · Поразка 12-15  | Завершив виступ                      | Завершив виступ                       | Завершив виступ |
| Дацко Антон   | одиночна шпага  | Фужіта Мічінобу (JPN) · Перемога 5-2 | Петер Йохан (FRA) · Поразка 3-5      | Алі Аммар (EGY) · Поразка 2-5             | Кузуков Олександр (ROC) · Поразка 4-5 | Гутя Дмитро (GBR) · Поразка 2-5     | Майнвіль П'єр (CAN) · Перемога 5-1     | 4Q             | Петер Йохан (FRA) · Перемога 15-11          | Гутя Дмитро (GBR) · Поразка 13-15      | Завершив виступ                      | Завершив виступ                       | Завершив виступ |

### Жінки
| Спортсмен       | Дисципліна      | Групова стадія                           | Групова стадія                           | Групова стадія                           | Групова стадія                           | Групова стадія                         | Групова стадія | Раунд 1/16                                | Чвертьфінал                               | Півфінал                                   | Фінал                                      | Фінал            |
| Спортсмен       | Дисципліна      | Суперник Рахунок                         | Суперник Рахунок                         | Суперник Рахунок                         | Суперник Рахунок                         | Суперник Рахунок                       | Місце          | Суперник Рахунок                          | Суперник Рахунок                          | Суперник Рахунок                           | Суперник Рахунок                           | Місце            |
| --------------- | --------------- | ---------------------------------------- | ---------------------------------------- | ---------------------------------------- | ---------------------------------------- | -------------------------------------- | -------------- | ----------------------------------------- | ----------------------------------------- | ------------------------------------------ | ------------------------------------------ | ---------------- |
| Бреус Євгенія   | одиночна шабля  | Бянь Цзин (CHN) · Поразка 3-5            | Верес Амарілла (HUN) · Перемога 5-4      | Тріжілія Лоредана (ITA) · Перемога 5-1   | Дженсен Шелбі (USA) · Перемога 5-0       | Н/Д                                    | 2 Q            | Сичова Євгенія (ROC) · Перемога 15-7      | Гу Хайян (CHN) · Перемога 15-11           | Тібілашвілі Ніно (GEO) · Поразка 12-15     | Хаджмасі Єва Андреа (HUN) · Перемога 15-10 | 3                |
| Бреус Євгенія   | одиночна шпага  | Фідрух Марта (POL) · Перемога 5-4        | Бянь Цзин (CHN) · Поразка 2-5            | Дженсен Шелбі (USA) · Перемога 5-0       | Джастін Харісса (HKG) · Перемога 5-3     | Н/Д                                    | 2 Q            | Коліс-МакКен Джемма (GBR) · Перемога 15-5 | Мая Юлія (ROC) · Поразка 6-14             | Завершила виступ                           | Завершила виступ                           | Завершила виступ |
| Морквич Наталія | одиночна шабля  | Могос Лонела Андреа (ITA) · Перемога 5-0 | Хаджмасі Єва Андреа (HUN) · Перемога 5-4 | Фідрич Марта (POL) · Перемога 5-1        | Коліс-МакКен Джемма (GBR) · Перемога 5-1 | Н/Д                                    | 1 Q            | не брав участі                            | Тібілашвілі Ніно (GEO) · Поразка 13-15    | Завершила виступ                           | Завершила виступ                           | Завершила виступ |
| Морквич Наталія | одиночна рапіра | Олівейра Кармінья (BRA) · Перемога 5-0   | Сичова Євгенія (ROC) · Перемога 5-3      | Морель Руть Сульвіє (CAN) · Перемога 5-1 | Рон Цзин (CHN) · Перемога 5-4            | Тріжілія Лоредана (ITA) · Перемога 5-0 | 1 Q            | не брав участі                            | Могос Лонела Андреа (ITA) · Перемога 15-5 | Хаджмасі Єва Андреа (HUN) · Перемога 15-12 | Гу Хайян (CHN) · Поразка 8-15              | 2                |
| Федота Олена    | одиночна шабля  | Міщурова Ірина (ROC) · Перемога 5-2      | Тан Шумей (CHN) · Перемога 5-3           | Мезо Болгарка (HUN) · Перемога 5-4       | Сантонс Моніка (BRA) · Перемога 5-1      | Абе Чісато (JPN) · Перемога 5-0        | 1 Q            | не брав участі                            | Таубер Сулві (GER) · Перемога 15-9        | Хіао Ронг (CHN) · Перемога 15-10           | Тан Шумей (CHN) · Поразка 15-7             | 2                |
| Федота Олена    | одиночна шпага  | Васілєва Людмила (ROC) · Поразка 2-5     | Тан Шумей (CHN) · Поразка 1-4            | Яна Сайсунне (THA) · Поразка 2-5         | Пакіно Россана (ITA) · Перемога 5-2      | Геддес Елен (USA) · Перемога 5-1       | 3Q             | Пакіно Россана (ITA) · Перемога 15-9      | Чжоу Цзинцзін (CHN) · Поразка 15-8        | Завершила виступ                           | Завершила виступ                           | Завершила виступ |
| Мандрик Наталія | одиночна шпага  | Ю Чуй Йі (HKG) · Поразка 2-5             | Мая Юлія (ROC) · Поразка 1-5             | Крайняк Жужанна (HUN) · Поразка 4-5      | Олівейра Кармінья (BRA) · Поразка 3-5    | Н/Д                                    | 4Q             | Ю Чуй Йі (HKG) · Поразка 10-15            | Завершила виступ                          | Завершила виступ                           | Завершила виступ                           | Завершила виступ |
| Мандрик Наталія | одиночна рапіра | Могос Лонела Андреа (ITA) · Поразка 3-5  | Ю Чуй Йі (HKG) · Поразка 0-5             | Крайняк Жужанна (HUN) · Поразка 0-5      | Задішвілі Гвантса (GEO) · Перемога 5-4   | Матсумото Мейко (JPN) · Перемога 5-2   | 4Q             | Могос Лонела Андреа (ITA) · Поразка 11-15 | Завершила виступ                          | Завершила виступ                           | Завершила виступ                           | Завершила виступ |

### Команди
| Спортсмен                                                  | Дисципліна               | Групова стадія        | Групова стадія                | Групова стадія                 | Групова стадія | Півфінал               | Фінал                         | Фінал            |
| Спортсмен                                                  | Дисципліна               | Суперник Рахунок      | Суперник Рахунок              | Суперник Рахунок               | Місце          | Суперник Рахунок       | Суперник Рахунок              | Місце            |
| ---------------------------------------------------------- | ------------------------ | --------------------- | ----------------------------- | ------------------------------ | -------------- | ---------------------- | ----------------------------- | ---------------- |
| Манько Артем Науменко Олег Демчук Андрій Дацко Антон       | чоловіки командна шпага  | Польща Перемога 45-32 | Велика Британія Поразка 28-45 | Франція Перемога 45-35         | 2Q             | Китай Поразка 41-45    | Велика Британія Поразка 38-45 | 4                |
| Демчук Андрій Дацко Антон Манько Артем                     | чоловіки командна рапіра | Італія Поразка 40-45  | Велика Британія Поразка 21-45 | Республіка Китай Поразка 32-45 | 4              | Завершили виступ       | Завершили виступ              | Завершили виступ |
| Бреус Євгенія Морквич Наталія Федота Олена Мандрик Наталія | жінки командна шпага     | США Перемога 45-13    | Китай Перемога 45-44          | Угорщина Перемога 45-38        | 1Q             | Гонконг Перемога 45-27 | Китай Поразка 17-40           | 2                |
| Мандрик Наталія Морквич Наталія Бреус Євгенія Дьолог Надія | жінки командна рапіра    | Гонконг Поразка 34-45 | Італія Поразка 24-45          | США Перемога 45-28             | 3              | Завершили виступ       | Завершили виступ              | Завершили виступ |